# Estadio Gilberto Parada
El Estadio Municipal Gilberto Parada también conocido como “La Caldera del Diablo” es un estadio de fútbol ubicado en la ciudad de Montero, Bolivia aproximadamente a 50 km de la ciudad de Santa Cruz de la Sierra forma parte de su Área Metropolitana.El mismo se encuentra a una altitud de 298 m s. n. m.

## Estructura
A diferencia de la mayoría de los estadios de Bolivia el escenario carece de una pista atlética o de un espacio destinado a ese fin, por lo que sus 4 tribunas se encuentran muy cerca a la cancha de fútbol, que sumado a las altas temperaturas que se presentan en la ciudad de Montero se lo conoce también con el apelativo de "La Caldera del diablo". En la actualidad el escenario es utilizado principalmente para los partidos de fútbol del Club Guabirá en la División de Fútbol Profesional. El estadio tiene una capacidad aproximada de 18 000 personas.